# Cordyline stricta
Cordyline stricta là một loài thực vật có hoa trong họ Măng tây. Loài này được (Sims) Endl. mô tả khoa học đầu tiên năm 1836.

## Hình ảnh

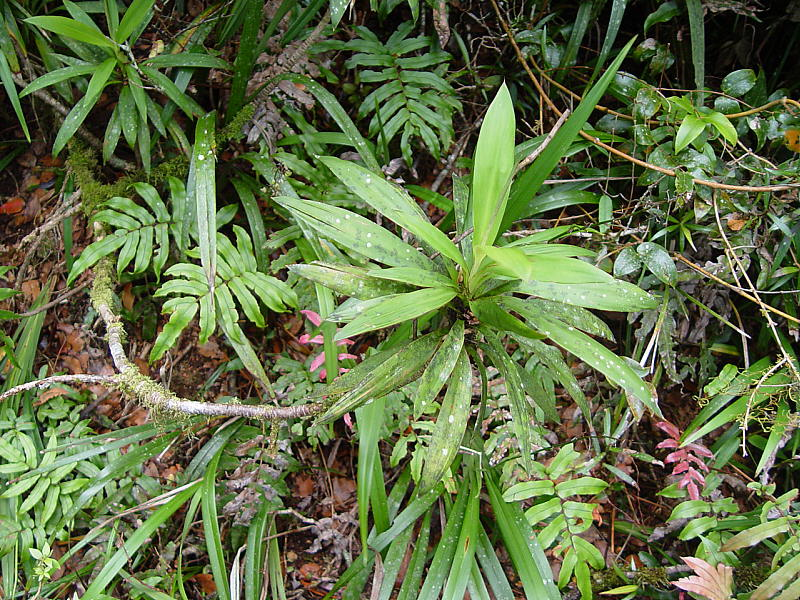
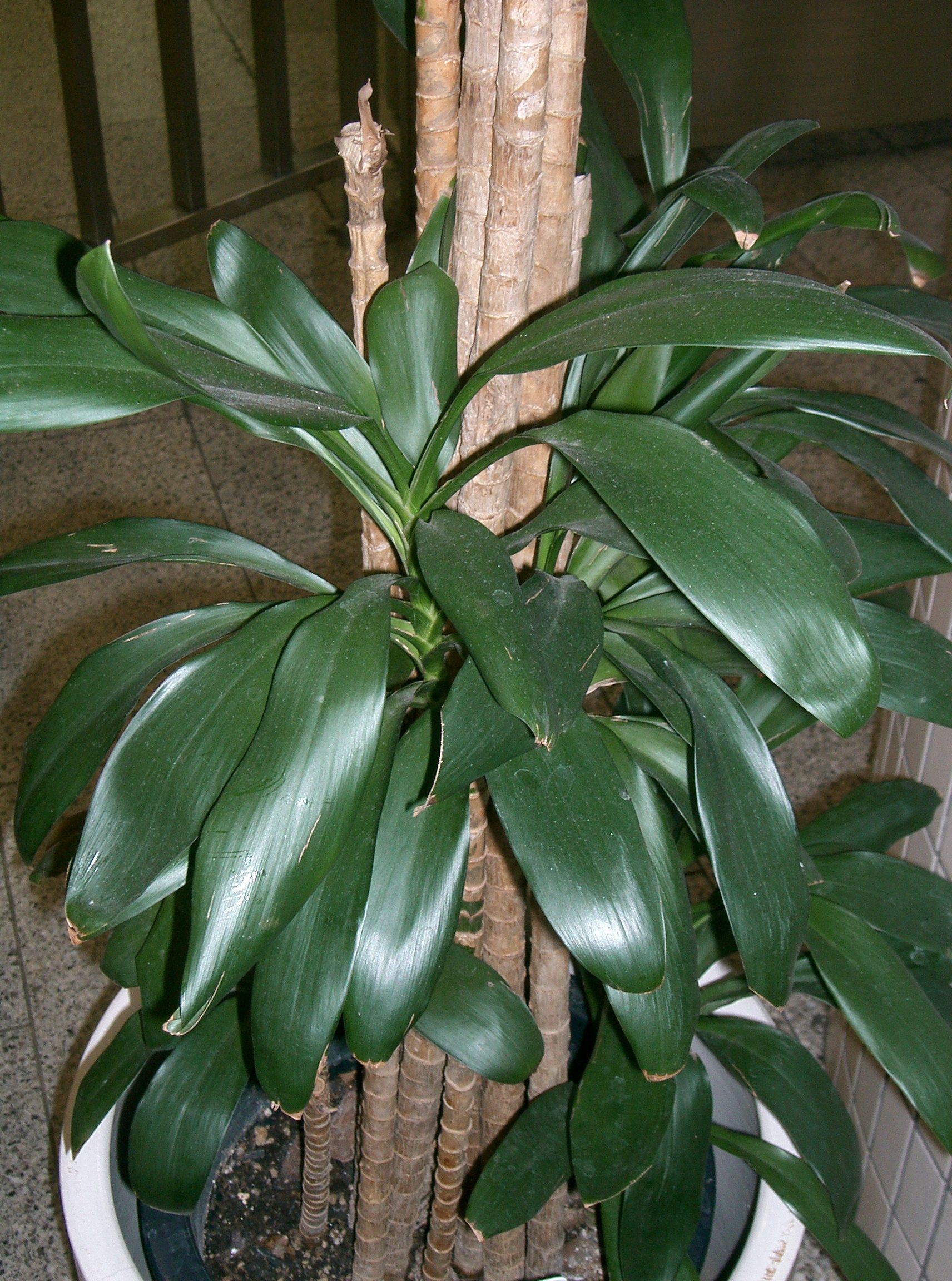
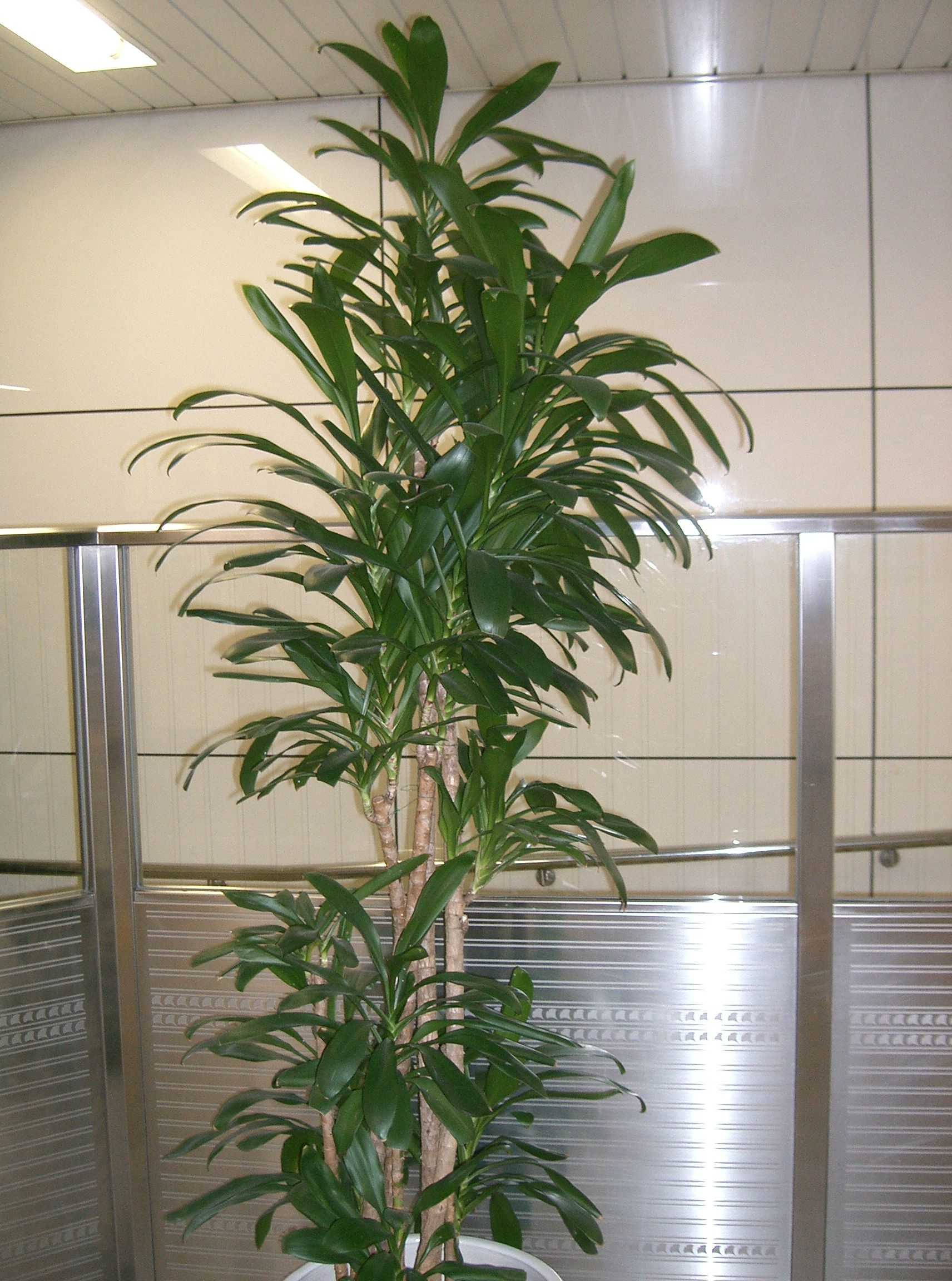
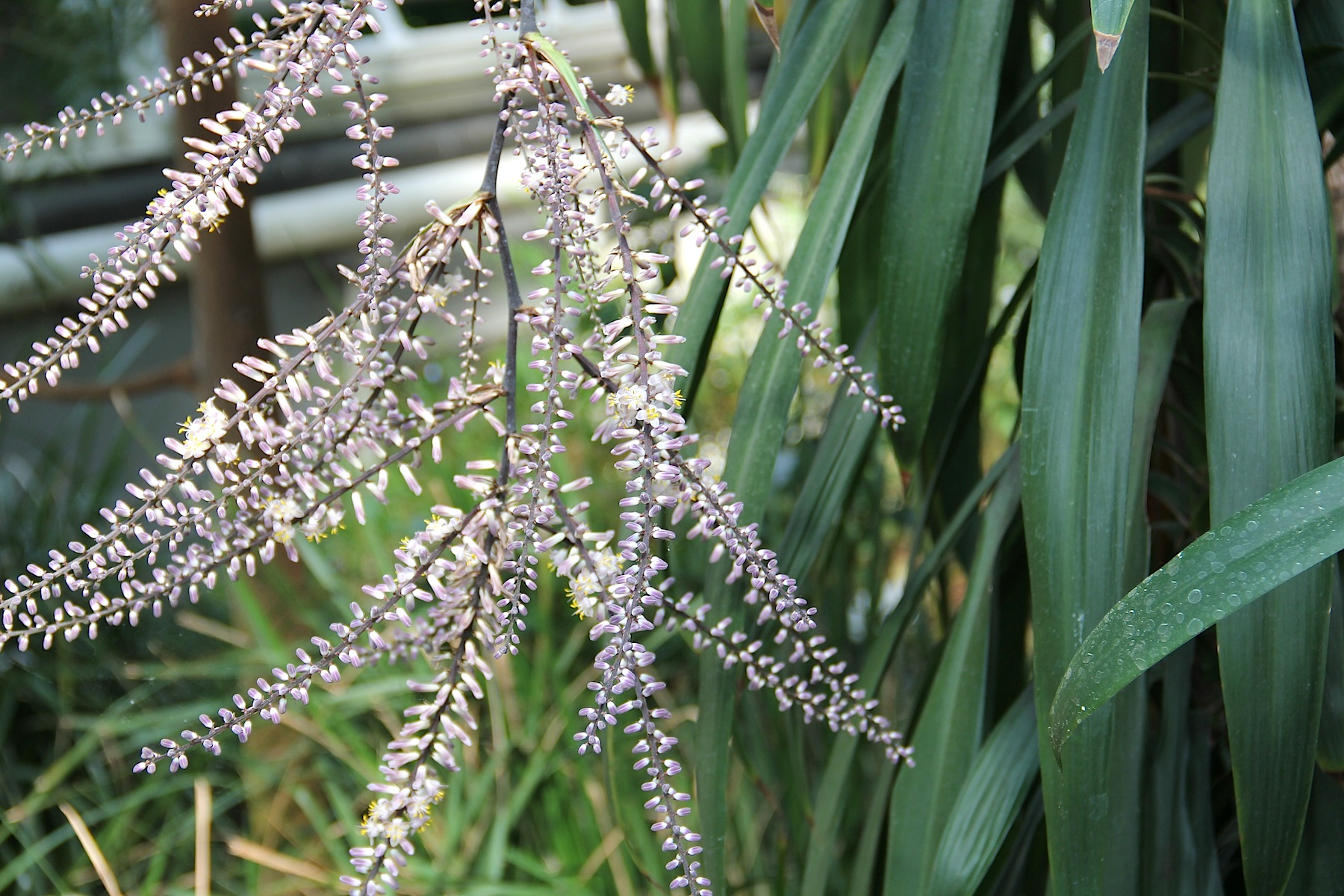